# Germán Pacheco
Germán Ezequiel Pacheco González (Buenos Aires, 19 maggio 1991) è un calciatore argentino, attaccante del Tacna Heroica.